# Relación semántica
Una relación semántica es la que existe entre dos elementos con significado. Las relaciones semánticas más comunes son:
- meronimia / holonimia
- hiponimia / hiperonimia
- sinonimia / antonimia
- Paronimia

En cambio la homonimia no es una relación semántica sino una relación léxica.
Todas las relaciones semánticas y léxicas anteriormente mencionadas en este artículo son representables mediante relaciones binarias. Sin embargo, la relaciones n-arias más generales (trinarias, cuaternarias, etc) pueden ser usadas de manera provechosa para describir la estructura de campos semánticos entre los que pueden establecerse analogías. Por ejemplo la relación entre ciertas profesiones, su objeto de trabajo y su campo de trabajo pueden representarse por una relación trinaria {\displaystyle {\mathcal {R}}(A,O,B)} [A agente, O objeto, B beneficiario], como por ejemplo:
{\displaystyle {\mathcal {R}}(Mec{\acute {a}}nico,Aver{\acute {\imath }}a,Veh{\acute {\imath }}culos)}
{\displaystyle {\mathcal {R}}(M{\acute {e}}dico,Enfermedad,Pacientes)}